# 静岡県第8区
静岡県第8区（しずおかけんだい8く）は、日本の衆議院議員総選挙における選挙区。1994年（平成6年）の公職選挙法改正で設置。（2002年（平成14年）に一部区割りの見直しが行われた）。

## 区域

### 現在の区域
2022年（令和4年）公職選挙法改正以降の区域は以下のとおりである。区の境界線により7区との間で調整は行われたが、2024年1月1日の浜松市の行政区改編により中央区は再び分割されている。
2024年1月1日の行政区改編後：
- 浜松市
  - 中央区（旧中区・東区・南区域）
    - 本庁管内（三方原地区[注 1]を除く）
    - 東行政センター管内
    - 南行政センター管内

2024年1月1日の行政区改編前：
- 浜松市
  - 中区
  - 東区
  - 南区

### 2002年から2022年までの区域
2013年（平成25年）公職選挙法改正から2022年の小選挙区改定までの区域は以下のとおりである。
- 浜松市
  - 中区（西丘町、花川町を除く）
    - 相生町、葵西1〜6丁目、葵東1〜3丁目、浅田町、旭町、小豆餅1〜4丁目、池町、泉1〜4丁目、泉町、板屋町、瓜内町（1〜1813番地を除く）、海老塚1・2丁目、海老塚町、尾張町、鍛冶町、春日町、上浅田1・2丁目、上島1〜7丁目、神田町、鴨江1〜4丁目、鴨江町、北田町、北寺島町、木戸町、元目町、紺屋町、幸1〜5丁目、栄町、肴町、佐藤1〜3丁目、佐鳴台1〜6丁目、塩町、鹿谷町、蜆塚1〜4丁目、十軒町、下池川町、城北1〜3丁目、新津町、神明町、菅原町、助信町、砂山町、住吉1〜5丁目、早出町、大工町、高丘北1〜4丁目、高丘町、高丘西1〜4丁目、高丘東1〜5丁目、高林1〜5丁目、高町、田町、千歳町、中央1〜3丁目、寺島町、天神町、伝馬町、利町、常盤町、富塚町、富吉町、中沢町、中島1〜4丁目、中島町、中山町、茄子町、名塚町、平田町、成子町、西浅田1・2丁目、西伊場町、布橋1〜3丁目、野口町、法枝町1〜210番地、萩丘1〜5丁目、旅籠町、八幡町、早馬町、東伊場1・2丁目、東田町、曳馬1〜6丁目、曳馬町、広沢1〜3丁目、船越町、文丘町、細島町、松城町、三組町、南浅田1・2丁目、南伊場町、向宿1〜3丁目、元魚町、元城町、元浜町、森田町、山下町、山手町、龍禅寺町、領家1〜3丁目、連尺町、和合町、和合北1〜4丁目、和地山1〜3丁目[6]

  - 東区
  - 南区（旧可美村域を除く）
    - 青屋町、飯田町、石原町、瓜内町1〜1813番地、江之島町、遠州浜1〜4丁目、老間町、大塚町、大柳町、卸本町、恩地町、金折町、河輪町、倉松町、御給町、小沢渡町、参野町、三新町、三和町、四本松町、下飯田町、下江町、白羽町、新貝町、頭陀寺町、西伝寺町、田尻町、立野町、堤町、都盛町、鶴見町、寺脇町、富屋町、中田島町、長田町、西島町、西町、新橋町、鼡野町、法枝町（1〜210番地を除く）、東町、福島町、福塚町、古川町、芳川町、本郷町、松島町、三島町、安松町、楊子町、米津町、渡瀬町[7]

2002年（平成14年）公職選挙法改正から2013年の小選挙区改定までの区域は以下のとおりである。2002年の公職選挙法改正により、2001年3月1日に半田山と有玉台（現東区）が住居表示化されたことに伴い一部区割りの見直しが行われ、旧9区（後の7区）であった半田山二・三・五・六丁目の一部（旧東三方町及び初生町の区域）が8区へ編入され、初生町の一部（旧有玉西町の区域）が8区から7区に変更となった。
- 浜松市（7区に属しない区域）
  - 相生町、葵西1〜6丁目、葵東1〜3丁目、青屋町、浅田町、旭町、小豆餅1〜4丁目、有玉北町、有玉西町、有玉台1〜4丁目、有玉南町、安新町、安間町、飯田町、池町、石原町、泉町、泉1〜4丁目、板屋町、市野町、植松町、瓜内町、江之島町、海老塚町、海老塚1・2丁目、遠州浜1〜4丁目、老間町、大蒲町、大島町、大瀬町、大塚町、大柳町、卸本町、尾張町、恩地町、笠井町、笠井上町、笠井新田町、鍛治町、春日町、金折町、上浅田1・2丁目、上新屋町、上石田町、上島1〜7丁目、神田町、上西町、鴨江町、鴨江1〜4丁目、河輪町、北島町、北田町、北寺島町、木戸町、貴平町、国吉町、倉松町、元目町、小池町、神立町、紺屋町、御給町、小沢渡町、子安町、材木町、幸1〜5丁目、栄町、肴町、篠ヶ瀬町、佐藤1〜3丁目、佐鳴台1〜6丁目、参野町、三新町、三和町、塩町、鹿谷町、蜆塚1〜4丁目、十軒町、四本松町、下飯田町、下池川町、下石田町、下江町、将監町、常光町、城北1〜3丁目、白鳥町、白羽町、新貝町、新津町、新町、神明町、菅原町、助信町、頭陀寺町、砂山町、住吉1〜5丁目、西伝寺町、積志町、早出町、田町、大工町、高町、高丘町、高丘北1〜4丁目、高丘西1〜4丁目、高丘東1〜5丁目、高林町、高林1〜5丁目、田尻町、立野町、千歳町、堤町、恒武町、都盛町、鶴見町、寺島町、寺脇町、天神町、天王町、伝馬町、天龍川町、利町、常盤町、富塚町、富屋町、富吉町、豊西町、中郡町、中里町、中沢町、中島町、中島1〜4丁目、中田町、長田町、中田島町、長鶴町、中野町、中山町、茄子町、名塚町、平田町、成子町、西町、西浅田1・2丁目、西伊場町、西ヶ崎町、西島町、西塚町、新橋町、布橋1〜3丁目、鼡野町、野口町、法枝町、萩丘1〜5丁目、旅籠町、八幡町、早馬町、原島町、半田町、半田山1〜6丁目、東町、東伊場1・2丁目、東田町、曳馬町、曳馬1〜6丁目、広沢1〜3丁目、福島町、福塚町、船越町、文丘町、古川町、芳川町、細島町、本郷町、馬込町、松江町、松小池町、松島町、松城町、丸塚町、三組町、三島町、南浅田1・2丁目、南伊場町、宮竹町、向宿1〜3丁目、元魚町、元城町、元浜町、森田町、薬師町、薬新町、安松町、山下町、山手町、豊町、楊子町、米津町、龍光町、龍禅寺町、流通元町、領家1〜3丁目、連尺町、和合町、和地山1〜3丁目、和田町、渡瀬町[9]

### 2002年以前の区域
1994年（平成6年）公職選挙法改正から2002年の小選挙区改定までの区域は以下のとおりである。
- 浜松市
  - 相生町、葵町、葵東1・2丁目、青屋町、浅田町、旭町、小豆餅1〜4丁目、有玉北町、有玉西町、有玉南町、安新町、安間町、飯田町、池町、石原町、泉町、泉1〜4丁目、板屋町、市野町、植松町、瓜内町、江之島町、海老塚町、海老塚1・2丁目、遠州浜1〜4丁目、老間町、大蒲町、大島町、大瀬町、大塚町、大柳町、卸本町、尾張町、恩地町、笠井町、笠井上町、笠井新田町、鍛治町、春日町、金折町、上浅田1・2丁目、上新屋町、上石田町、上島1〜7丁目、神田町、上西町、鴨江町、鴨江1〜4丁目、河輪町、北島町、北田町、北寺島町、木戸町、貴平町、国吉町、倉松町、元目町、小池町、神立町、紺屋町、御給町、小沢渡町、子安町、材木町、幸1〜5丁目、栄町、肴町、篠ヶ瀬町、佐藤町、佐鳴台1〜6丁目、参野町、三新町、三和町、塩町、鹿谷町、蜆塚1〜4丁目、十軒町、四本松町、下飯田町、下池川町、下石田町、下江町、将監町、常光町、城北1〜3丁目、白鳥町、白羽町、新貝町、新津町、新町、神明町、菅原町、助信町、頭陀寺町、砂山町、住吉1〜5丁目、西伝寺町、積志町、早出町、田町、大工町、高町、高丘町、高林町、高林1〜5丁目、田尻町、立野町、千歳町、堤町、恒武町、都盛町、鶴見町、寺島町、寺脇町、天神町、天王町、伝馬町、天龍川町、利町、常盤町、富塚町、富屋町、富吉町、豊西町、中郡町、中里町、中沢町、中島町、中島1〜4丁目、中田町、長田町、中田島町、長鶴町、中野町、中山町、茄子町、名塚町、平田町、成子町、西町、西浅田1・2丁目、西伊場町、西ヶ崎町、西島町、西塚町、新橋町、布橋1〜3丁目、鼡野町、野口町、法枝町、萩丘1〜5丁目、旅籠町、八幡町、早馬町、原島町、半田町、東町、東伊場1・2丁目、東田町、曳馬町、曳馬1〜6丁目、広沢1〜3丁目、福島町、福塚町、船越町、文丘町、古川町、芳川町、細島町、本郷町、馬込町、松江町、松小池町、松島町、松城町、丸塚町、三組町、三島町、南浅田1・2丁目、南伊場町、宮竹町、向宿1〜3丁目、元魚町、元城町、元浜町、森田町、薬師町、薬新町、安松町、山下町、山手町、豊町、楊子町、米津町、龍光町、龍禅寺町、流通元町、領家1〜3丁目、連尺町、和合町、和地山1〜3丁目、和田町、渡瀬町

小選挙区の区割りが検討された段階では、旧9区の西丘町・花川町（中区）及び大原町・豊岡町・根洗町・初生町・東三方町・三方原町・三幸町（北区）が8区で、逆に佐鳴台（中区）は旧9区だった。

## 歴史
自民党の塩谷立が中選挙区時代より地盤としていた。浜松市中心部を抱え、ヤマハ・スズキ労組票と無党派層が多い選挙区のため、塩谷は小選挙区になってから4回落選（2回は比例復活）している。第46回で初出馬した源馬謙太郎は第49回で初めて小選挙区での当選を果たした。しかし塩谷は裏金問題を受けて自民党を離党、第50回への出馬を断念した。これを受け自民党は新人の稲葉大輔を擁立したが、立憲民主党の源馬に敗れ、比例復活もならなかった。

## 小選挙区選出議員
| 選挙名                   | 年                 | 当選者     | 党派       | 備考                                        |
| ------------------------ | ------------------ | ---------- | ---------- | ------------------------------------------- |
| 第41回衆議院議員総選挙   | 1996年（平成8年）  | 北脇保之   | 新進党     |                                             |
| 第41回衆議院議員補欠選挙 | 1999年（平成11年） | 塩谷立     | 自由民主党 | ※北脇保之の浜松市長選挙出馬による辞職に伴う |
| 第42回衆議院議員総選挙   | 2000年（平成12年） | 鈴木康友   | 民主党     |                                             |
| 第43回衆議院議員総選挙   | 2003年（平成15年） | 塩谷立     | 自由民主党 |                                             |
| 第44回衆議院議員総選挙   | 2005年（平成17年） | 塩谷立     | 自由民主党 |                                             |
| 第45回衆議院議員総選挙   | 2009年（平成21年） | 斉藤進     | 民主党     |                                             |
| 第46回衆議院議員総選挙   | 2012年（平成24年） | 塩谷立     | 自由民主党 |                                             |
| 第47回衆議院議員総選挙   | 2014年（平成26年） | 塩谷立     | 自由民主党 |                                             |
| 第48回衆議院議員総選挙   | 2017年（平成29年） | 塩谷立     | 自由民主党 |                                             |
| 第49回衆議院議員総選挙   | 2021年（令和3年）  | 源馬謙太郎 | 立憲民主党 |                                             |
| 第50回衆議院議員総選挙   | 2024年（令和6年）  | 源馬謙太郎 | 立憲民主党 |                                             |

## 選挙結果
時の内閣：第1次石破内閣 解散日：2024年10月9日 公示日：2024年10月15日
当日有権者数：37万9000人 最終投票率：55.78%（前回比：0.69%） （全国投票率：53.85%（2.08%））
| 当落 | 候補者名   | 年齢 | 所属党派     | 新旧 | 得票数    | 得票率 | 惜敗率 | 推薦・支持 | 重複 |
| ---- | ---------- | ---- | ------------ | ---- | --------- | ------ | ------ | ---------- | ---- |
| 当   | 源馬謙太郎 | 51   | 立憲民主党   | 前   | 108,212票 | 52.36% | ――     |            | ○    |
|      | 稲葉大輔   | 50   | 自由民主党   | 新   | 62,333票  | 30.16% | 57.60% |            | ○    |
|      | 寺嶋瑞仁   | 31   | 日本維新の会 | 新   | 16,251票  | 7.86%  | 15.02% |            | ○    |
|      | 平賀高成   | 70   | 日本共産党   | 元   | 11,059票  | 5.35%  | 10.22% |            |      |
|      | 加藤順久   | 78   | 無所属       | 新   | 8,808票   | 4.26%  | 8.14%  |            | ×    |

時の内閣：第1次岸田内閣 解散日：2021年10月14日 公示日：2021年10月19日
当日有権者数：36万7189人 最終投票率：56.47%（前回比：1.13%） （全国投票率：55.93%（2.25%））
| 当落 | 候補者名   | 年齢 | 所属党派   | 新旧 | 得票数    | 得票率 | 惜敗率 | 推薦・支持 | 重複 |
| ---- | ---------- | ---- | ---------- | ---- | --------- | ------ | ------ | ---------- | ---- |
| 当   | 源馬謙太郎 | 48   | 立憲民主党 | 前   | 114,210票 | 55.82% | ――     |            | ○    |
| 比当 | 塩谷立     | 71   | 自由民主党 | 前   | 90,408票  | 44.18% | 79.16% | 公明党推薦 | ○    |

- 投票結果、開票結果 - 静岡県選挙管理委員会
- 静岡県選挙管理委員会は2021年11月2日、静岡県第8区の当選者を源馬謙太郎とする告示をした[11]。
- 中央選挙管理会は2021年11月5日、比例東海ブロックの当選者を塩谷立を含む21人とする告示をした[12]。

時の内閣：第3次安倍第3次改造内閣 解散日：2017年9月28日 公示日：2017年10月10日
当日有権者数：36万8666人 最終投票率：55.34%（前回比：0.57%） （全国投票率：53.68%（1.02%））
| 当落 | 候補者名   | 年齢 | 所属党派   | 新旧 | 得票数    | 得票率 | 惜敗率 | 推薦・支持 | 重複 |
| ---- | ---------- | ---- | ---------- | ---- | --------- | ------ | ------ | ---------- | ---- |
| 当   | 塩谷立     | 67   | 自由民主党 | 前   | 101,858票 | 50.92% | ――     | 公明党推薦 | ○    |
| 比当 | 源馬謙太郎 | 44   | 希望の党   | 新   | 78,524票  | 39.26% | 77.09% |            | ○    |
|      | 嶋田初江   | 69   | 日本共産党 | 新   | 19,645票  | 9.82%  | 19.29% |            |      |

- 投票結果、開票結果 - 静岡県選挙管理委員会
- 静岡県選挙管理委員会は2017年10月24日、静岡県第8区の当選者を塩谷立とする告示をした[13]。
- 中央選挙管理会は2017年10月27日、比例東海ブロックの当選者を源馬謙太郎を含む21人とする告示をした[14]。

時の内閣：第2次安倍改造内閣 解散日：2014年11月21日 公示日：2014年12月2日
当日有権者数：36万427人 最終投票率：54.77%（前回比：7.05%） （全国投票率：52.66%（6.66%））
| 当落 | 候補者名   | 年齢 | 所属党派   | 新旧 | 得票数   | 得票率 | 惜敗率 | 推薦・支持   | 重複 |
| ---- | ---------- | ---- | ---------- | ---- | -------- | ------ | ------ | ------------ | ---- |
| 当   | 塩谷立     | 64   | 自由民主党 | 前   | 98,485票 | 50.87% | ――     | 公明党推薦   | ○    |
|      | 源馬謙太郎 | 41   | 維新の党   | 新   | 62,798票 | 32.43% | 63.76% |              | ○    |
|      | 落合勝二   | 70   | 日本共産党 | 新   | 16,658票 | 8.60%  | 16.91% |              |      |
|      | 古橋和大   | 38   | 無所属     | 新   | 15,671票 | 8.09%  | 15.91% | 連合静岡推薦 | ×    |

- 投票結果、開票結果 - 静岡県選挙管理委員会
- 静岡県選挙管理委員会は2014年12月16日、静岡県第8区の当選者を塩谷立とする告示をした[15]。
- 落合は2015年に浜松市議会議員選挙に当選。

時の内閣：野田第3次改造内閣 解散日：2012年11月16日 公示日：2012年12月4日
当日有権者数：35万9948人 最終投票率：61.82%（前回比：9.09%） （全国投票率：59.32%（9.96%））
| 当落 | 候補者名   | 年齢 | 所属党派     | 新旧 | 得票数   | 得票率 | 惜敗率 | 推薦・支持     | 重複 |
| ---- | ---------- | ---- | ------------ | ---- | -------- | ------ | ------ | -------------- | ---- |
| 当   | 塩谷立     | 62   | 自由民主党   | 前   | 97,125票 | 44.41% | ――     | 公明党推薦     | ○    |
|      | 源馬謙太郎 | 39   | 日本維新の会 | 新   | 58,928票 | 26.94% | 60.67% | みんなの党推薦 | ○    |
|      | 斉藤進     | 42   | 民主党       | 前   | 38,546票 | 17.62% | 39.69% | 国民新党推薦   | ○    |
|      | 平賀高成   | 58   | 日本共産党   | 元   | 13,297票 | 6.08%  | 13.69% |                |      |
|      | 太田真平   | 26   | 日本未来の党 | 新   | 10,812票 | 4.94%  | 11.13% | 新党大地推薦   | ○    |

- 投票結果[リンク切れ]、開票結果[リンク切れ] - 静岡県選挙管理委員会
- 静岡県選挙管理委員会は2012年12月18日、静岡県第8区の当選人を塩谷立とする告示をした[16]。

時の内閣：麻生内閣 解散日：2009年7月21日 公示日：2009年8月18日
当日有権者数：35万9736人 最終投票率：70.91%（前回比：2.03%） （全国投票率：69.28%（1.77%））
| 当落 | 候補者名 | 年齢 | 所属党派   | 新旧 | 得票数    | 得票率 | 惜敗率 | 推薦・支持   | 重複 |
| ---- | -------- | ---- | ---------- | ---- | --------- | ------ | ------ | ------------ | ---- |
| 当   | 斉藤進   | 38   | 民主党     | 新   | 123,547票 | 48.90% | ――     | 国民新党推薦 | ○    |
| 比当 | 塩谷立   | 59   | 自由民主党 | 前   | 114,677票 | 45.39% | 92.82% | 公明党推薦   | ○    |
|      | 平賀高成 | 55   | 日本共産党 | 元   | 12,117票  | 4.80%  | 9.81%  |              | ○    |
|      | 小西高靖 | 54   | 幸福実現党 | 新   | 2,330票   | 0.92%  | 1.89%  |              |      |

時の内閣：第2次小泉改造内閣 解散日：2005年8月8日 公示日：2005年8月30日
当日有権者数：35万4360人 最終投票率：68.88%（前回比：5.42%） （全国投票率：67.51%（7.65%））
| 当落 | 候補者名 | 年齢 | 所属党派   | 新旧 | 得票数    | 得票率 | 惜敗率 | 推薦・支持 | 重複 |
| ---- | -------- | ---- | ---------- | ---- | --------- | ------ | ------ | ---------- | ---- |
| 当   | 塩谷立   | 55   | 自由民主党 | 前   | 128,456票 | 53.12% | ――     | 公明党推薦 | ○    |
|      | 鈴木康友 | 48   | 民主党     | 前   | 101,801票 | 42.10% | 79.25% |            | ○    |
|      | 落合勝二 | 61   | 日本共産党 | 新   | 11,576票  | 4.79%  | 9.01%  |            |      |

- 投票結果[17]、開票結果[18]
- 静岡県選挙管理委員会は2005年9月13日、静岡県第8区の当選者を塩谷立とする告示をした[19]。
- 鈴木は2007年4月の浜松市長選挙に立候補し当選（現職の北脇は落選）。

時の内閣：第1次小泉第2次改造内閣 解散日：2003年10月10日 公示日：2003年10月28日
当日有権者数：35万645人 最終投票率：63.46%（前回比：1.58%） （全国投票率：59.86%（2.63%））
| 当落 | 候補者名 | 年齢 | 所属党派   | 新旧 | 得票数    | 得票率 | 惜敗率 | 推薦・支持           | 重複 |
| ---- | -------- | ---- | ---------- | ---- | --------- | ------ | ------ | -------------------- | ---- |
| 当   | 塩谷立   | 53   | 自由民主党 | 元   | 104,046票 | 47.38% | ――     | 公明党・保守新党推薦 | ○    |
| 比当 | 鈴木康友 | 46   | 民主党     | 前   | 101,484票 | 46.22% | 97.54% |                      | ○    |
|      | 平賀高成 | 49   | 日本共産党 | 元   | 14,057票  | 6.40%  | 13.51% |                      | ○    |

- 投票結果[20]、開票結果[21]
- 静岡県選挙管理委員会は2003年11月11日、静岡県第8区の当選者を塩谷立とする告示をした[22]。
- 中央選挙管理会は2003年11月14日、比例東海ブロックの当選者を鈴木康友を含む21人とする告示をした[23]。

時の内閣：第1次森内閣 解散日：2000年6月2日 公示日：2000年6月13日
当日有権者数：34万3134人 最終投票率：65.04%（前回比：4.12%） （全国投票率：62.49%（2.84%））
| 当落 | 候補者名 | 年齢 | 所属党派   | 新旧 | 得票数    | 得票率 | 惜敗率 | 推薦・支持           | 重複 |
| ---- | -------- | ---- | ---------- | ---- | --------- | ------ | ------ | -------------------- | ---- |
| 当   | 鈴木康友 | 42   | 民主党     | 新   | 102,938票 | 46.87% | ――     |                      | ◯    |
|      | 塩谷立   | 50   | 自由民主党 | 前   | 95,533票  | 43.50% | 92.81% | 公明党・保守新党推薦 | ◯    |
|      | 平賀高成 | 46   | 日本共産党 | 前   | 21,137票  | 9.62%  | 20.53% |                      | ◯    |

- 投票結果[24]、開票結果[25]
- 静岡県選挙管理委員会は2000年6月27日、静岡県第8区の当選者を鈴木康友とする告示をした[26]。

当日有権者数：340,337人　最終投票率：60.87%

| 当落 | 候補者名 | 年齢 | 所属党派   | 新旧 | 得票数   | 得票率 | 推薦・支持 |
| ---- | -------- | ---- | ---------- | ---- | -------- | ------ | ---------- |
| 当   | 塩谷立   | 49   | 自由民主党 | 元   | 98,795票 | 48.52% |            |
|      | 鈴木康友 | 41   | 民主党     | 新   | 82,318票 | 40.43% |            |
|      | 中谷則子 | 50   | 日本共産党 | 新   | 22,510票 | 11.05% |            |

- 投票結果[27]、開票結果[28]
- 静岡県選挙管理委員会は1999年4月12日、本補欠選挙の当選者を塩谷立とする告示をした[29]。

時の内閣：第1次橋本内閣 解散日：1996年9月27日 公示日：1996年10月8日
当日有権者数：33万3254人 最終投票率：60.92%（前回比：5.45%） （全国投票率：59.65%（8.11%））
| 当落 | 候補者名 | 年齢 | 所属党派   | 新旧 | 得票数   | 得票率 | 惜敗率 | 推薦・支持 | 重複 |
| ---- | -------- | ---- | ---------- | ---- | -------- | ------ | ------ | ---------- | ---- |
| 当   | 北脇保之 | 44   | 新進党     | 新   | 98,032票 | 49.53% | ――     |            |      |
|      | 塩谷立   | 46   | 自由民主党 | 前   | 75,557票 | 38.17% | 77.07% |            | ○    |
| 比当 | 平賀高成 | 42   | 日本共産党 | 新   | 24,339票 | 12.30% | 24.83% |            | ○    |

- 投票結果[30]、開票結果[31]
- 静岡県選挙管理委員会は1996年10月22日、静岡県第8区の当選者を北脇保之とする告示をした[32]。
- 中央選挙管理会は1996年10月25日、比例東海ブロックの当選者を平賀高茂を含む23人とする告示をした[33]。